# Xã Posey, Quận Switzerland, Indiana
Xã Posey (tiếng Anh: Posey Township) là một xã thuộc quận Switzerland, tiểu bang Indiana, Hoa Kỳ. Năm 2010, dân số của xã này là 1.779 người.